# Georges Détré
Georges Détré (Parigi, 19 luglio 1902 – Parigi, 19 aprile 1987) è stato un aviatore francese,  titolare del record mondiale di altitudine per aeroplani, e vincitore nel 1933 della Coppa Henry Deutsche de la Meurth.

## Biografia
Nacque a Parigi il 19 aprile 1902.  Arruolatosi nell'Aéronautique Militaire conseguì il brevetto di pilota militare il 6 luglio 1922, e svolse attività di pilota da caccia presso il 3º Reggimento d'aviazione a Chateauroux. Conseguì quello di pilota civile nel gennaio 1928, quando andò a lavorare come colaudatore presso la Morane-Saulnier, dove rimase sino al gennaio 1931. Tra il 1928 e il 1931 partecipò a come pilota acrobatico a circa 50 manifestazione aeree.  Il 20 giugno 1932 entrò alla Potez, partecipando in quello stesso anno alla Challenge Europea per aerei da turismo volando sul Potez 43 (F-AMBM). Il 29 maggio 1933 conquistò la Coppa Henry Deutsche de la Meurth volando su velivolo Potez 53 sui 2.000 km di distanza percorrendoli in 6h 11' 22” alla media di 322,8 km/h. Il 14 agosto 1936 conquistò a Parigi il record mondiale di altitudine raggiungendo i 14.843 m su velivolo Potez 506. Nel 1936, con la nazionalizzazione della Potez entrò nella Société nationale de constructions aéronautiques du Nord (SNCAN).
Fu collaudatore dei prototipi del caccia Potez 230, del Nord 1203 VI Norécrin e del velivolo COIN Potez 75. Si spense a Parigi il 19 aprile 1987.